# Pamfou
Pamfou település Franciaországban, Seine-et-Marne megyében. Lakosainak száma 966 fő (2022. január 1.). Pamfou Le Châtelet-en-Brie, Les Écrennes, Machault és Valence-en-Brie községekkel határos.

## Népesség
A település népességének változása:
| Lakosok száma | 938  | 957  | 954  | 942  | 939  | 940  | 951  | 950  | 966  |
|               | 2013 | 2015 | 2016 | 2017 | 2018 | 2019 | 2020 | 2021 | 2022 |